# Immendorf (Herrschaft)

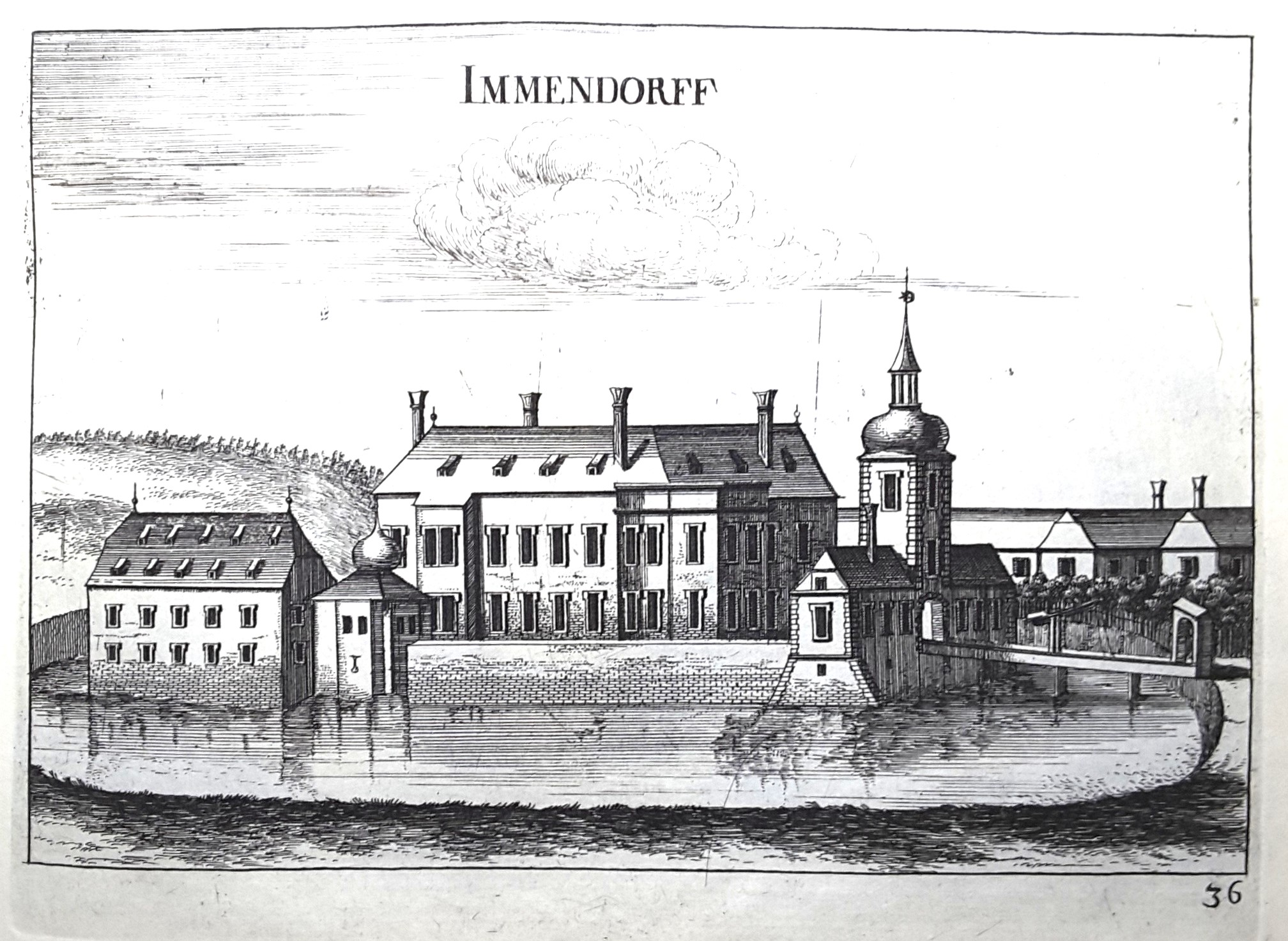
Schloss Immendorf, Sitz der Verwaltung (Stich von Georg Matthäus Vischer, 1672).

Die Herrschaft Immendorf war eine Grundherrschaft im Viertel unter dem Manhartsberg im Erzherzogtum Österreich unter der Enns, dem heutigen Niederösterreich.

## Ausdehnung
Die Herrschaft umfasste zuletzt die Ortsobrigkeit über Immendorf, Grund, Obersteinabrunn, Guntersdorf, Schalladorf und Hardt. Der Sitz der Verwaltung befand sich im Schloss Immendorf.

## Geschichte
Der letzte Inhaber der Allodialherrschaft war Hermann Graf von Locatelly aus der gräflichen Linie des adeligen Hauses. Nach den Reformen 1848/1849 wurde die Herrschaft aufgelöst.